# Sarnen
Sarnen är en stad och kommun i kantonen Obwalden i centrala Schweiz. Kommunen har 10 742 invånare (2023). Sarnen är huvudort i kantonen Obwalden.
Till kommunen hör även ortsdelarna/byarna Bitzighofen, Kägiswil, Kirchhofen, Ramersberg, Stalden och Wilen/Oberwilen.
Arkeologiska fynd visar att platsen var bebodd under sten- och bronsåldern. Alemannerna kom till området på 600-talet, men egentliga byar etablerades först omkring år 1200.
1468 brann delar av Sarnen med rådhuset i trä ned. Byggnaderna byggdes upp igen och rådhuset som nu byggdes av sten utvidgades 1729–1731 och 1787. Orten har också drabbats av flera översvämningar, senast i augusti 2005 då vattennivån var 3 meter över normalen.

## Geografi
Sarnen ligger vid utloppet av Sarner Aa i vid den norra änden av Sarnersee. Staden är belägen cirka 18 kilometer söder om Luzern och cirka 61 kilometer öster om Bern.
Kommunen Sarnen har en yta om 73,11 km². Av denna areal används 27,73 km² (37,9 %) för jordbruksändamål och 38,07 km² (52,1 %) utgörs av skogsmark. Av resten utgörs 4,68 km² (6,4 %) av bostäder och infrastruktur, medan 2,66 km² (3,6 %) är impediment.

## Demografi
Kommunen Sarnen har 10 742 invånare (2023). En majoritet (92,4 %) av invånarna är tyskspråkiga (2014). 70,3 % är katoliker, 8,6 % är reformert kristna och 21,1 % tillhör en annan trosinriktning eller saknar en religiös tillhörighet (2014).
| Ort        | Invånare 31 dec 2021 |
| ---------- | -------------------- |
| Sarnen     | 6 259                |
| Stalden    | 1 287                |
| Wilen      | 1 523                |
| Kägiswil   | 1 268                |
| Ramersberg | 313                  |

## Bildgalleri

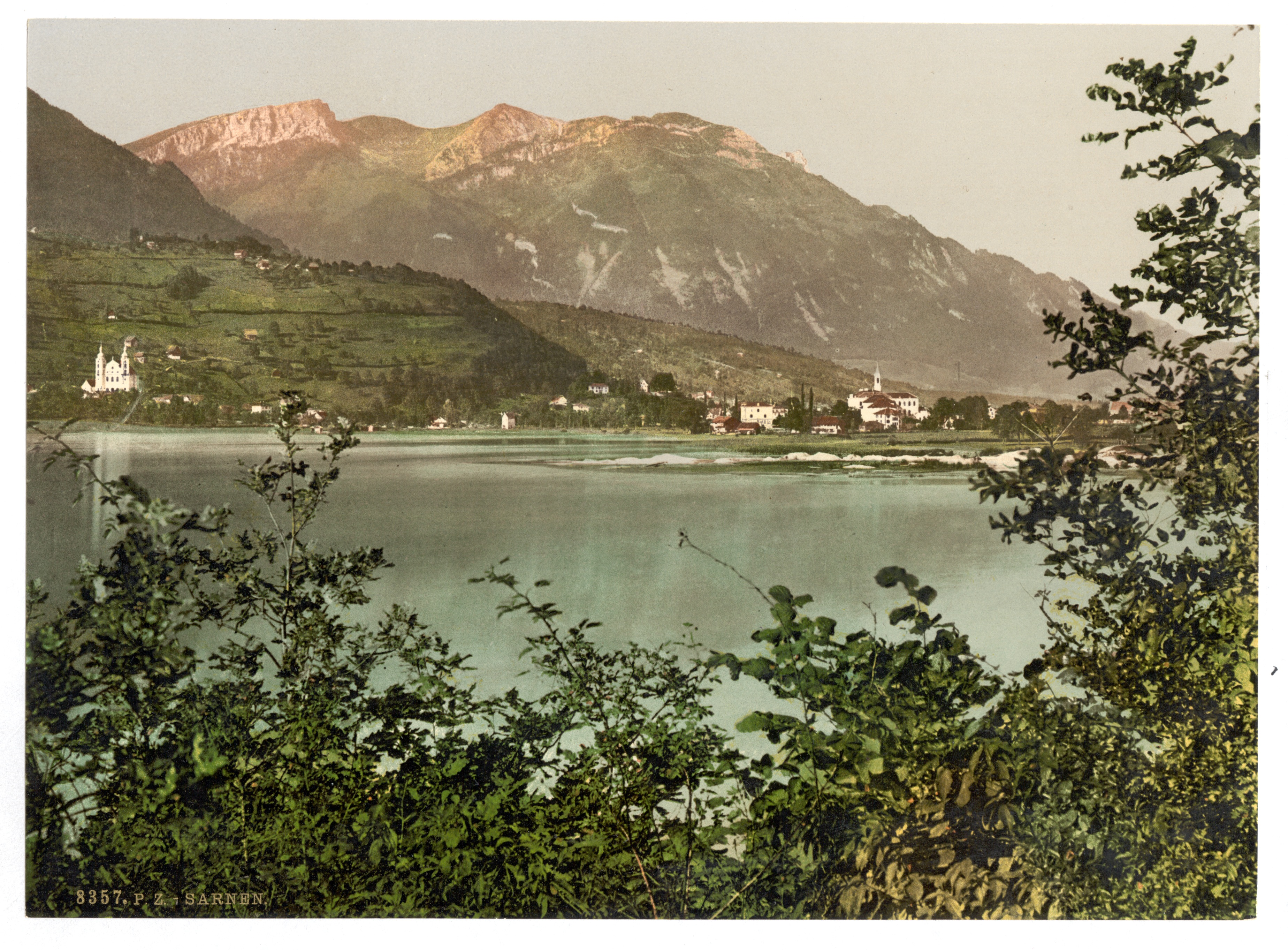
Sarnen, cirka 1900.
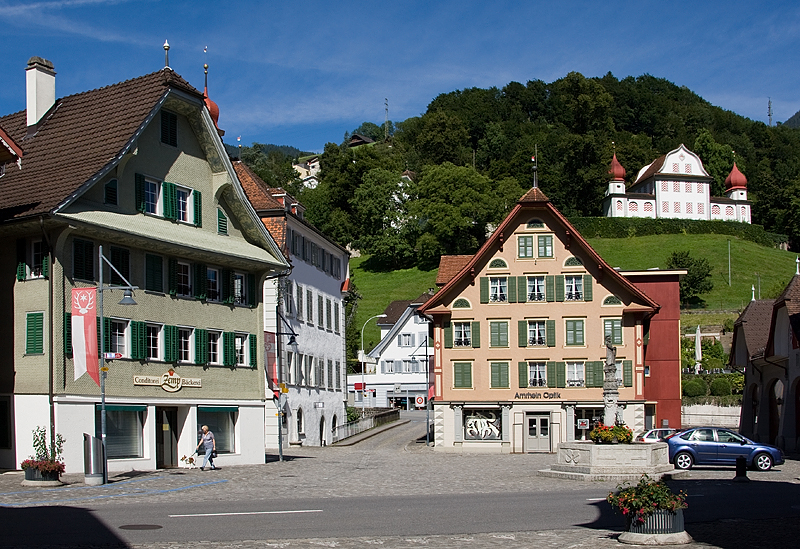
Torget i Sarnen.
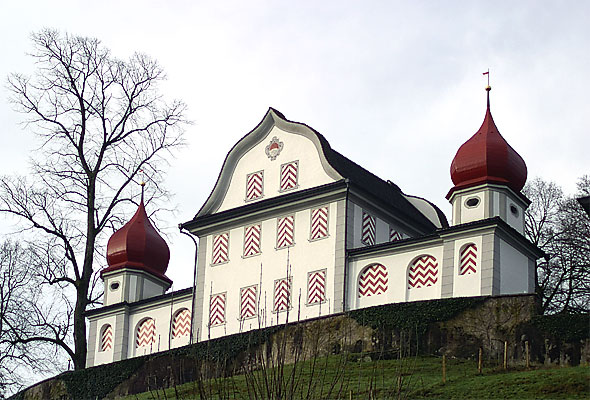
Slottet Landenberg.